# Гущин, Олег Иванович
Гу́щин, Оле́г Ива́нович (род. 17 августа 1957, Рига) — советский и российский актёр театра и кино, заслуженный артист России (1997).

## Биография
Родился в Риге 17 августа 1957 года.
В 1975—1977 гг. проходил срочную службу в Советской Армии в роте разведки.
В 1983 году окончил ГИТИС (курс И. М. Туманова и А. В. Эфроса). В течение сезона 1983—1984 работал в Рижском ТЮЗе. С 1984 по 1991 год служил в Свердловском ТЮЗе. В 1991 году перебрался в Москву, в 1991—1992 годах был актёром студии «Москва» театра Романа Виктюка. В 1992 году был принят в труппу Московского театра имени Гоголя, где дебютировал в пьесе  Владимира Максимова «Там вдали… за бугром».

## Признание и награды
- 1985 — Специальный приз жюри «За впечатляющий дебют» областного конкурса «Браво!»-1984 — за роль Колесова в спектакле «Прощание в июне» Свердловского театра юного зрителя
- 1986 — Лауреат премии «Мельпомена» — за роль Колесова в спектакле «Прощание в июне» Свердловского ТЮЗа[2]
- 1997 — Заслуженный артист России[3]
- 1998 — Лауреат премии мэрии г. Москвы — за роль Иванова в спектакле «Иванов» Театра им. Н. В. Гоголя[4]
- 2004 — Лучшая мужская роль на V Международном телекинофоруме «Вместе» — за роль Георгия в фильме «Джокер» (телеканал «ИНТЕР»)
- 2010 — Орден Дружбы[5].
- 2025 — Знак отличия «За безупречную службу городу Москве» XXX лет[6].

## Творчество

### Роли в театре

#### Рижский ТЮЗ
- 1984 — «Снежная королева» по пьесе Е. Шварца — принц Клаус; слуги короля и разбойники

#### Другие
- «Прощание в июне» А. Вампилова — Колесов
- «Утиная охота» А. Вампилова — Зилов
- «Недоросль» Д. Фонвизина — Милон
- «Разбойник» К. Чапека — Разбойник
- «Там вдали… за бугром» В. Максимова — Ананасов
- «Костюм для летнего отеля» Т. Уильямса — Фицджеральд
- «Знак батареи „Красного дьявола“» Т. Уильямса — Кинг
- «Бесприданница» А. Островского — Карандышев
- «Долгий день уходит в ночь» Ю. О’Нила — Джейми
- «Иванов» А. Чехова — Иванов
- «Прекрасная преступница»/(«Моё преступление») Л. Вернея, Ж. Берра — Дезире Шомет
- «Театральный Роман» М. Булгаков — Иван Васильевич
- «Записная книжка Тригорина» Т. Уильямса — Тригорин

### Фильмография
- 1985 — Лиха беда начало
- 1986 — Государственная граница. Год сорок первый — офицер
- 1991 — Группа риска
- 1991 — Людоед — юрист Кочетов
- 1991 — Без правосудия — Егор (главная роль)
- 1992 — Изобретатель фараона — Тотем
- 2000 — Марш Турецкого — Чирков, убийца
- 2000 — Маросейка, 12 Серии «Сын» и «Ген смерти»
- 2001 — Пятый угол — Палицын
- 2001 — Парижский антиквар
- 2002 — Русские амазонки — Данила
- 2002 — Кодекс чести — генерал Волков Анатолий Фёдорович
- 2002 — Звезда — Лихачёв
- 2003 — Сель — Начальник отдела милиции
- 2003 — Каменская 3 — Шувалов
- 2004 — Слепой — Валентин Богаевский
- 2004 — Прощальное эхо — Адвокат Зверев
- 2004 — Потерявшие солнце — Озорнин
- 2004 — Пепел Феникса — Анатолий Сергеевич Беловидов
- 2004 — Мужчины не плачут — Игорь Борщов
- 2005- Чёрная  Богиня —  Равиль Халилов.
- 2006 — Четвертая группа  — Сергей Андреевич, отец Ольги
- 2014 — Телохранитель — Олег Иванович Морозов